# Ieroklís Stoltídis
Ieroklís Stoltídis (en grec : Ιεροκλής Στολτίδης), né le 2 février 1975 à Héraklion est un footballeur grec évoluant au poste de milieu de terrain défensif à l’Olympiakos Le Pirée. Il y est vice-capitaine, suppléant Predrag Đorđević, et est surnommé Iero.

## Biographie
Apprécié par ses supporters, il s’est rendu célèbre pour avoir cassé le tibia de Per Ciljan Skjelbred de Rosenborg, privant le joueur de toute compétition officielle durant une année.

## En sélection
- 1999-2000 : 6 matches et 0 but avec l'équipe nationale grecque.